# Ernst Gombrich
Pour les articles homonymes, voir Gombrich.
Ernst Gombrich, né Ernst Hans Josef Gombrich le 30 mars 1909 à Vienne et mort le 3 novembre 2001 à Londres, est un spécialiste de l'histoire de l'art et de l'iconographie du XXe siècle célèbre pour ses ouvrages.

## Biographie
Né à Vienne en 1909 dans une famille juive assimilée, il fait ses études secondaires au Theresianum avant d'entrer à l'Institut d'Histoire de l'Art de l'Université de Vienne (1928) où il est l'élève de Julius von Schlosser, mais aussi d'Emanuel Loewy et de Hans Tietze. Il soutient sa thèse sur « Giulio Romano, architecte » et la publie avant de collaborer avec Ernst Kris qui l'a initié aux problèmes de la psychologie de l'art.
Il quitte Vienne pour Londres en 1936 et devient assistant de recherches à l'Institut Warburg. À partir de cette date, son nom est associé aux travaux de cet institut dont il devient directeur en 1959. Durant la guerre, il traduit en anglais les émissions de la radio allemande pour le service d'écoute de la British Broadcasting Corporation (BBC). Il occupe à l'Université de Londres la chaire d'Histoire de la tradition classique de 1959 jusqu'à sa retraite en 1976. Il est anobli en 1972 et reçoit l'Ordre du Mérite britannique en 1988 ainsi que de nombreuses récompenses et distinctions internationales, dont le Prix Balzan en 1985 pour l'histoire de l'art occidental, le prix Goethe (1994) et la Médaille d'or de la ville de Vienne (1994).
Il fut notamment le professeur de Michael Baxandall.
En 1936, il épouse Ilse Heller, une élève de sa mère (laquelle enseignait le piano), elle-même pianiste accomplie. Ils eurent un enfant, Richard Gombrich, qui devint un indologue émérite et érudit du bouddhisme, enseignant à Oxford. Lady Gombrich mourut en 2006.

## Œuvre
Gombrich est connu du grand public pour son Histoire de l'art, publiée pour la première fois en 1950. Pensé à l'origine comme une « histoire de l'art pour la jeunesse » et commandé dans les années trente par l'éditeur des Wissenschaft für Kinder (la collection de sa Brève histoire du monde), cet ouvrage est considéré comme particulièrement accessible. Il est des plus traduits et vendu, depuis, parmi les introductions à ce domaine. Le livre commence avec la phrase « There really is no such thing as Art. There are only artists. » (« Il n'y a pas d'Art. Il n'y a que des artistes. »), qui reflète son idée que l'art est avant tout l'expression d'une aptitude artistique originale. 
Auteur d'une dizaine d'ouvrages dont plusieurs portent sur la Renaissance, Ernst Gombrich a notamment publié L'art et l'illusion (1959), traduit en 1971 en français The Sense of Order (1979) et The Image and the Eye (1982) sur la psychologie de la représentation. Inspiré par Aristote, il a écrit « l'étonnement est à l'origine de la connaissance : celui qui cesse de s'étonner pourrait bien cesser de savoir ». Son dernier ouvrage concerne le thème de la Préférence pour le primitif qui l'avait occupé pendant plus de 40 ans (2002 : parution posthume).
Gombrich est aussi auteur d'une Brève histoire du monde, livre de vulgarisation de l'histoire humaine, qui, rédigé en six semaines en 1936, a connu un grand succès et de nombreuses traductions.

Gombrich admet avoir maintenu ses analyses sur la forme de l'art, et ne s'est jamais vraiment penché sur la linguistique des images.